# Quadrato semiotico

Il quadrato semiotico

Il quadrato semiotico è un metodo di classificazione dei concetti pertinenti ad una data opposizione di concetti quali maschile-femminile, bello-brutto, ecc. e di classificazione dell'ontologia pertinente. È stato introdotto dal linguista e studioso di semiotica lituano Algirdas Julien Greimas, derivato dal quadrato delle opposizioni di Aristotele.
A partire da un'opposizione data di concetti S1 e S2, il quadrato semiotico per prima cosa presuppone l'esistenza di altri due concetti, ossia ~S1 e ~S2, che stanno tra loro nelle seguenti relazioni:
- S1 e S2: sono contrari
- S1 e ~S1, S2 e ~S2: sono contraddittori
- ~S1 e ~S2: sono subcontrari (possono avere in comune delle zone intermedie)
- S1 e ~S2, S2 e ~S1: complementarità (sono legati da una relazione di implicazione)

Il quadrilatero semiotico introduce anche prodotti, i cosiddetti meta-concetti, che sono dei composti. Tra questi, i più importanti sono: 
- S1 e S2
- né S1 né S2

Per esempio, dalla coppia di concetti opposti maschile e femminile, si può ottenere:
- S1: maschile
- S2: femminile
- ~S1: non maschile
- ~S2: non femminile
- S1 e S2: maschile e femminile insieme, cioè l'ermafrodite
- né S1 né S2: né maschile né femminile, asessuato, cioè l'angelo

Alcune varianti alternative al quadrilatero semiotico sono state proposte in letteratura, come ad esempio il diagramma concettuale o la matrice concettuale.
Dal quadrato semiotico è possibile ricavare altre strutture: il quadrato di veridizione, usato soprattutto per descrivere la situazione dei personaggi, e il quadrato di Floch, usato per classificare diversi tipi di pubblicità.